# 中華人民共和國第十一屆運動會航空體協代表團
中華人民共和國第十一屆運動會的航空體協代表團派出兩位運動員參參與田徑項目，是本屆全運會中其中一隊參與最少項目的團隊。

## 賽事成績

### 田徑
| 运动员 | 运动项目   | 資格賽 | 決賽 |
| 运动员 | 运动项目   | 成绩   | 成绩 |
| ------ | ---------- | ------ | ---- |
| 沈益红 | 女子三級跳 |        |      |
| 柯華   | 男子跳高   |        |      |